# سولومون کویرکولیا
سولومون کویرکولیا (گرجی: სოლომონ "საბა" კვირკველია؛ زادهٔ ۶ فوریهٔ ۱۹۹۲) بازیکن فوتبال اهل گرجستان است.
از باشگاه‌هایی که در آن بازی کرده‌است می‌توان به باشگاه فوتبال نفتخیمیک نیژنکامسک و باشگاه فوتبال روبین کازان اشاره کرد.
وی همچنین در تیم‌های ملی فوتبال زیر ۲۱ سال گرجستان، و گرجستان بازی کرده‌است.